# Kirkpatrickia borealis
Kirkpatrickia borealis är en svampdjursart som beskrevs av Koltun 1970. Kirkpatrickia borealis ingår i släktet Kirkpatrickia och familjen Hymedesmiidae. Inga underarter finns listade i Catalogue of Life.